# Petrus Mosellanus

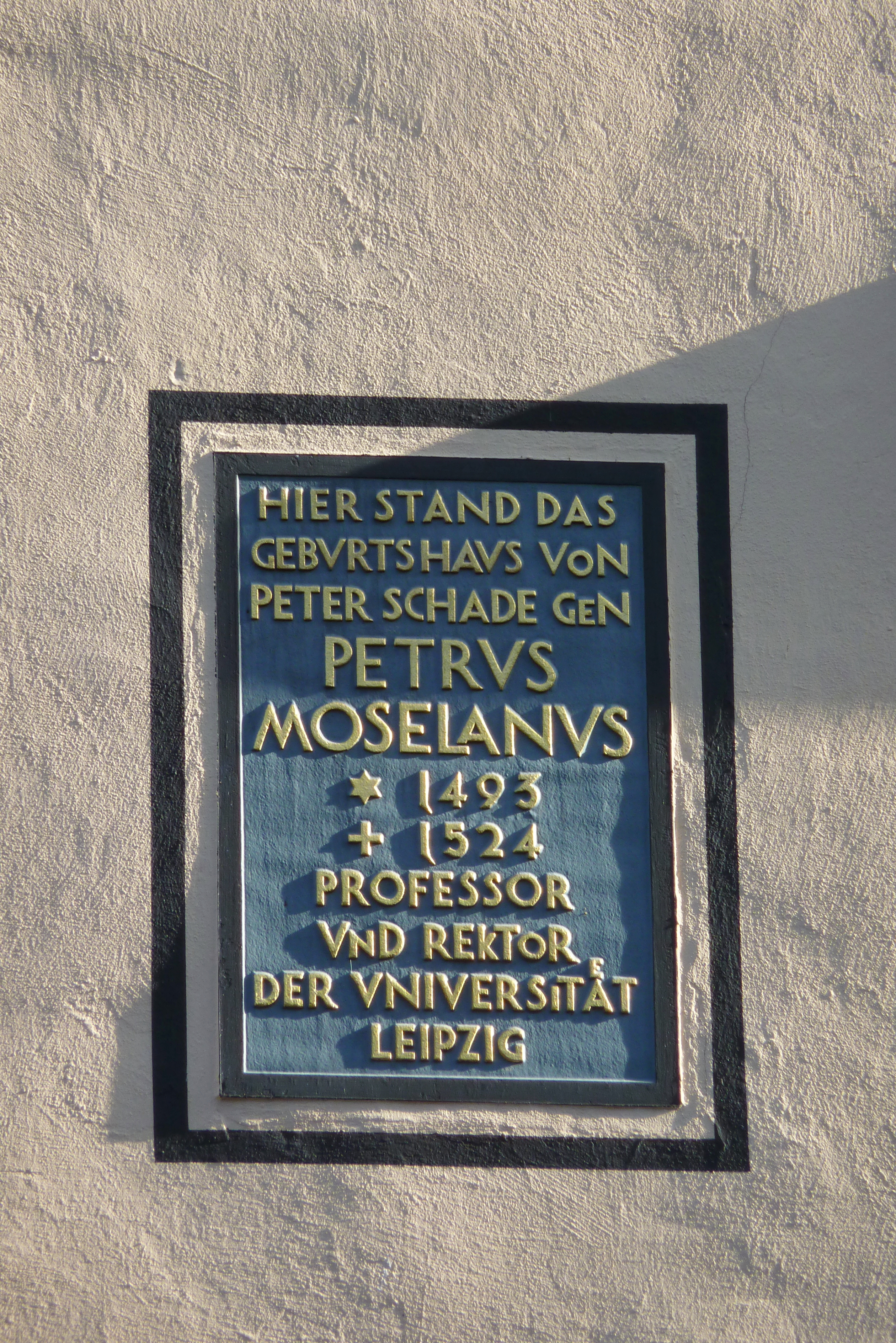
Gedenkplaat op het geboortehuis van Petrus Mosellanus.

Petrus Mosellanus, geboren als Peter Schade (Bruttig (tegenwoordig Bruttig-Fankel) aan de Moezel), 1493 -  Leipzig, 19 april 1524) was een Duitse humanist, rooms-katholiek theoloog, filoloog en opvoedkundige.

## Levensloop
Zijn Latijnse naam betekent "Moezelman". Deze humanist noemde zich ook wel vergriekst "Protegensis". Hij studeerde aan de universiteit van Keulen bij de zogeheten Bursa Montana, een streng thomistische instelling die de theoloog Hendrik van Gorcum had gesticht. Op 23-jarige leeftijd werd hij al professor voor Grieks aan de universiteit van Leipzig. Tot zijn studenten behoorden Julius von Pflug, Georgius Agricola en Joachim Camerarius de Oude.
In 1518 publiceerde Mosellanus zijn Paedologia in puerorum usum conscripta, een verzameling gesprekken ten behoeve van het onderwijs. Van dit genre didactische gesprekken zijn de Colloquia familiaria van Desiderius Erasmus het beroemdste voorbeeld uit de zestiende eeuw. Een herdruk van de Paedologia verscheen bijvoorbeeld in 1519 te Antwerpen bij de drukker Michael Hillen van Hoogstraten.
In 1519 hield Mosellanus de Latijnse openingsrede bij het eerste van de godsdienstgesprekken, de zogeheten Leipziger Disputation tussen Maarten Luther, Johannes Eck en Andreas Bodenstein (vaak Andreas Karlstadt genoemd). Zijn poging om tussen de partijen te bemiddelen mislukte. Van 1520 tot zijn dood was Mosellanus rector magnificus van de universiteit van Leipzig. Zijn graf bevindt zich in de Nikolaikirche te Leipzig.
In Bruttig-Fankel is aan zijn geboortehuis te Bruttig een kleine plaquette bevestigd, evenals aan de Petrus Mosellanusfontein bij het Altes Rathaus.